# Marcela Camargo Ríos
Marcela Camargo Ríos (Penonomé, 19 de julio de 1941) es una historiadora panameña reconocida como pionera en la historia oral en Panamá. Es reconocida local y regionalmente por sus trabajos en museografía y patrimonio histórico y cultural.
Fue directora del Museo Nacional, actualmente conocido como el Museo Antropológico Reina Torres de Araúz y primera mujer en dirigir el Centro de Investigaciones de la Facultad de Humanidades de la Universidad de Panamá.

## Biografía

### Primeros años y educación
Hija de Carlota Ríos y Manuel Reinerio Ríos,
Estudió magisterio en la Escuela Normal de Santiago de Veraguas y se graduó en 1960. Ejerció como maestra en varios pueblos de Coclé. 

Empezó sus estudios de historia en la Extensión Universitaria de Penonomé de la Universidad de Panamá. Una de sus profesoras fue la antropóloga Reina Torres de Araúz. Según el libro Pioneras de la Ciencia, estas clases causaron un gran impacto en ella: 
En ellas descubrió a los indígenas, a los negros coloniales y una desconocida historia de Panamá que nunca había imaginado. Y supo que eso era lo que quería estudiar. 
Al poco tiempo, con apoyo de sus padres y una beca del Instituto para la Formación y Aprovechamiento de Recursos Humanos (IFARHU) se mudó a Panamá para continuar con la carrera de Filosofía e Historia en la Ciudad de Panamá. 

### Trayectoria
Durante sus primeros años de estudios universitarios trabajó en el Centro de Investigaciones Antropológicas liderado por la antropóloga Reina Torres de Araúz. Aquí tuvo la oportunidad de estudiar a los grupos humanos de la costa abajo de la provincia de Colón.  
En 1969 termina sus estudios universitarios con la tesis "Estudios de la migración azuereña en el regimiento de Tambo, distrito de Penonomé" dirigida por la Dra. Reina Torres de Araúz. En 1970, con una beca de la Fundación Ford, parte a México a iniciar sus estudios de museografía junto a Bertilda Tejeira y Raúl González. Estudió seis meses en el Museo Nacional de Antropología y en el Museo de las Culturas. 
A su regreso a Panamá, a los 29 años asume la dirección del Museo Nacional de Panamá el cual se convierte en 1976 en el Museo del Hombre Panameño. Durante este periodo cooperó en el desarrollo de exhibiciones junto con la arqueóloga y antropóloga Olga Linares y el arqueólogo Richard Cooke. Entre sus aportes más significativos al museo se encuentran los talleres sabatinos del Museo Nacional, en donde un público popular hizo uso del museo a través de cursos de elaboración de tembleques, artesanías entre otras.
En los años noventa asumió la Dirección de Patrimonio Histórico. Durante su administración se organizó el primer congreso nacional del Patrimonio Cultural y retomó la publicación de la revista Patrimonio Histórico. 

### Historia Oral
En 1994 realizó su Maestría en Histórica de Panamá y América en la Universidad de Panamá. Realizó su tesis titulada "Producción y comercio en la sociedad rural de Penonomé durante los primeros cincuenta años de la República." Esta tesis fue pionera en la disciplina de la historia oral en Panamá según la historiadora Yolanda Marco. En 2005 participó del Congreso Internacional de Historia Oral en Bogotá y se afilió a la Red Latinoamericana de Historia Oral y a la Asociación Internacional de Historia Oral.

## Premios y reconocimientos
- Llave de la Ciudad de Panamá por la Comisión de los 500 años de Fundación de la Ciudad de Panamá, la Alcaldía de Panamá y el Programa de Naciones Unidas para el Desarrollo en agosto del 2018.[8]
- Reconocimiento como Pionera de la Ciencia en Historia por Centro Internacional de Estudios Políticos y Sociales - AIP y Secretaría Nacional de Ciencia y Tecnología.[9][10]

## Algunas Obras
- Camargo Ríos, Marcela. Influencias canaleras en la sociedad rural: un estudio de cinco casos.
- Camargo Ríos, Marcela. Experiencias de Historia Oral con la sociedad rural penonomeña, provincia de Coclé, Panamá. Ahora yo entraré en la historia como Cristóbal Colón.
- Camargo Ríos, Marcela. (2014). Algunas experiencias con la función educativa en Panamá Revista Canto Rodado.
- Camargo Ríos, Marcela. (2020). Las medidas tradicionales en la ruralidad panameña, expresiones culturales y de resistencia. Cambios y Permanencias. (11) 2. Dossier VIII Encuentro Internacional de Historia Oral y Memorias.